# Dédé (film, 1990)
Pour les articles homonymes, voir Dédé.
Pour plus de détails, voir Fiche technique et Distribution.
Dédé est une comédie dramatique française réalisée par Jean-Louis Benoît, sortie en 1990.

## Synopsis
Appelé en août 1957 en Algérie, Dédé se rend avant son départ, au remariage de sa mère avec son oncle Raymond, frère de son père décédé depuis deux mois seulement. Dédé est choqué par la décision de sa mère, comme il le confie à son copain Michel. Toutefois il ne fait aucun esclandre lors de la cérémonie durant laquelle il retrouve son amie d'enfance, Monique. Mais, une nuit, son père lui apparaît ; lui apprenant que Raymond l'a assassiné. Dédé est décidé à le venger.

## Fiche technique
- Réalisation et scénario : Jean-Louis Benoît, assisté d'Antoine Santana
- Photographie : Dominique Le Rigoleur
- Musique : Roland Vincent
- Montage : Bénédicte Brunet
- Décors : Fernanda Morais et Laurent Tesseyre
- Durée : 80 minutes
- Pays  :  France
- Genre : comédie dramatique
- Date de sortie : France : 2 mai 1990

## Distribution
- Luc Thuillier : Dédé
- Didier Bezace : Raymond, l'oncle
- Hélène Vincent : Yvonne, la mère
- Yves Afonso : le père
- Renée Faure : la grand-mère
- Marion Grimault : Monique
- Jacques Mathou : le curé
- Philippe Demarle : Michel
- Michel Berto : Louis
- Margarida Vila-Nova
- Michel Winogradoff : Marcel

## Divers
- Histoire inspirée de Hamlet de William Shakespeare.